# Sphingonotus eurasius
Sphingonotus eurasius är en insektsart som beskrevs av Leo L. Mishchenko 1936. Sphingonotus eurasius ingår i släktet Sphingonotus och familjen gräshoppor.

## Underarter
Arten delas in i följande underarter:
- S. e. eurasius
- S. e. cyprius
- S. e. kazakus